# Charenton (Louisiana)
Charenton is een plaats (census-designated place) in de Amerikaanse staat Louisiana, en valt bestuurlijk gezien onder St. Mary Parish.

## Demografie
Bij de volkstelling in 2000 werd het aantal inwoners vastgesteld op 1944.

## Geografie
Volgens het United States Census Bureau beslaat de plaats een oppervlakte van
15,5 km², waarvan 15,1 km² land en 0,4 km² water. Charenton ligt op ongeveer 4 m boven zeeniveau.

## Plaatsen in de nabije omgeving
De onderstaande figuur toont nabijgelegen plaatsen in een straal van 32 km rond Charenton.